# Каминария
Камина̀рия (на гръцки: Kαμινάρια) е село в Кипър, окръг Лимасол. Според статистическата служба на Република Кипър през 2001 г. селото има 93 жители.
Намира се на 2 km южно от Трис Елиес.